# Tara (geslacht)
Tara is een geslacht van spinnen uit de familie springspinnen (Salticidae).

## Soorten
De volgende soorten zijn bij het geslacht ingedeeld:
- Tara anomala (Keyserling, 1882)
- Tara gratiosa (Rainbow, 1920)
- Tara parvula (Keyserling, 1883)